# Notholithocarpus densiflorus

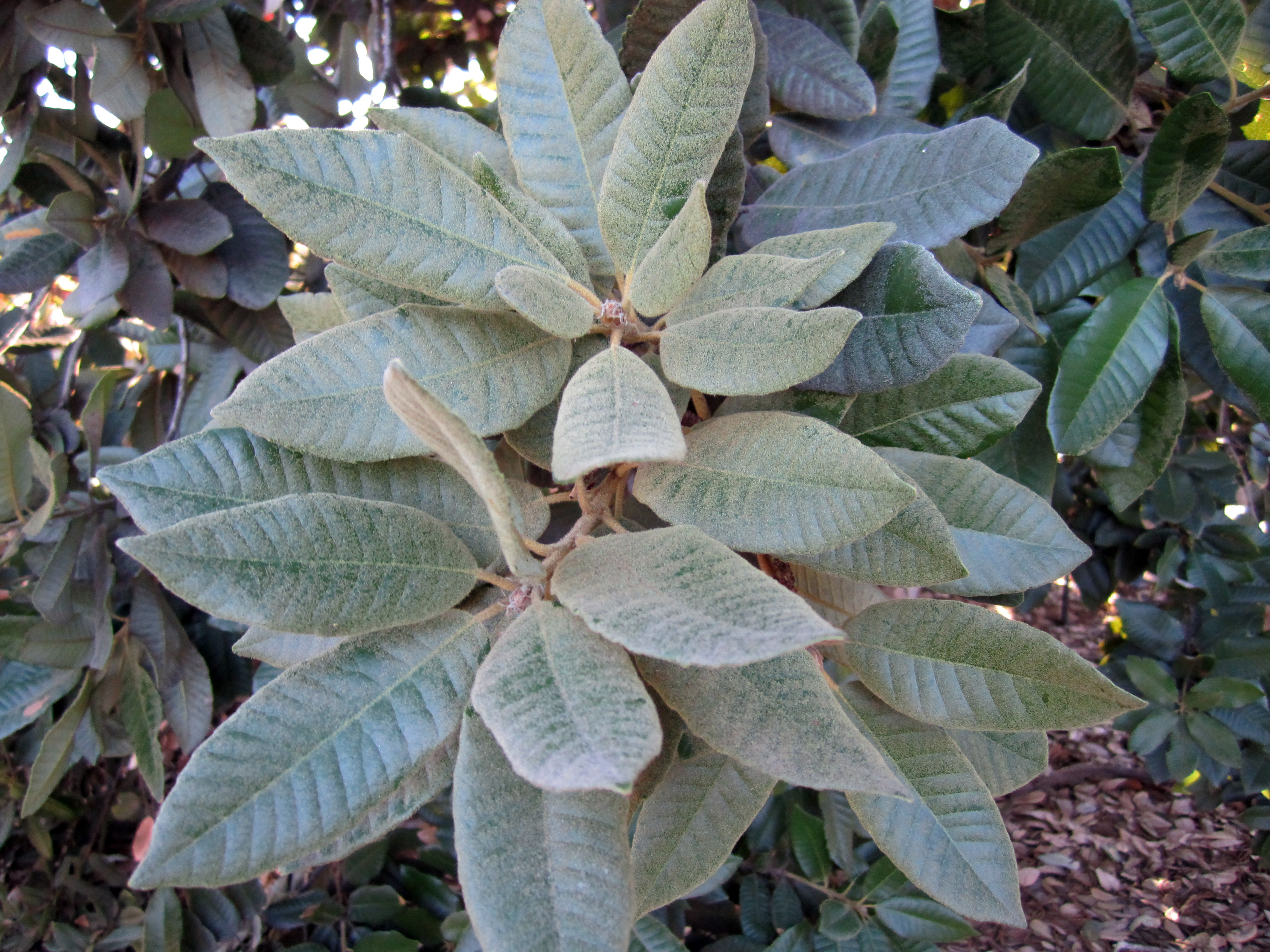
Mladý jedinec

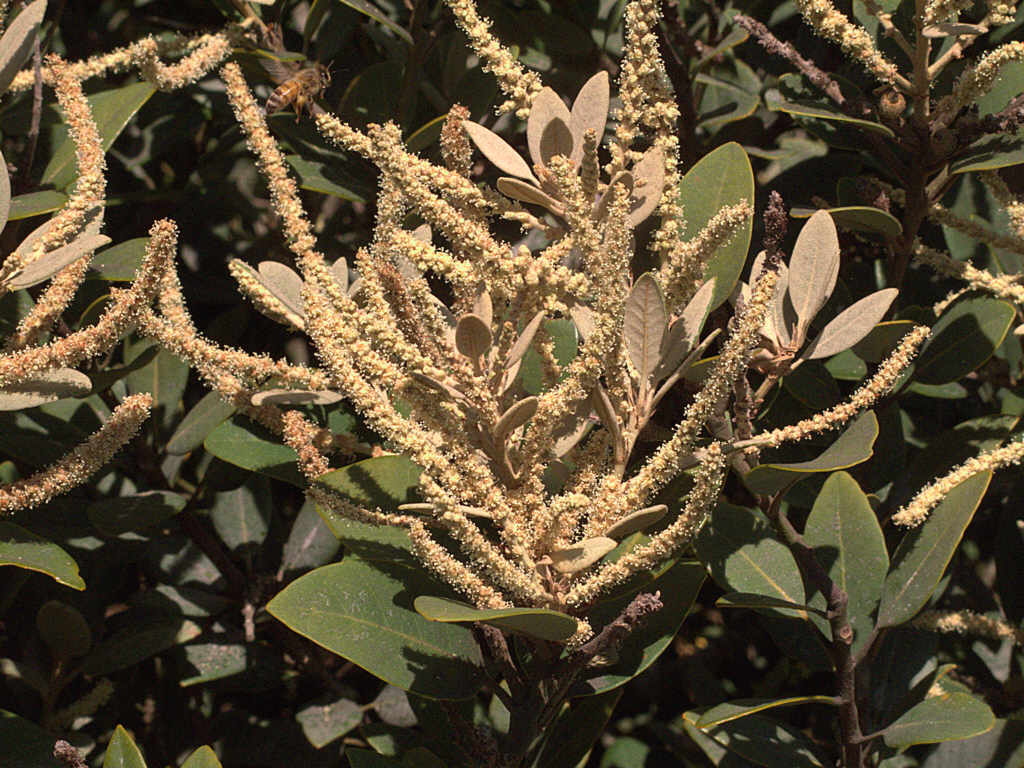
Samčí květenství

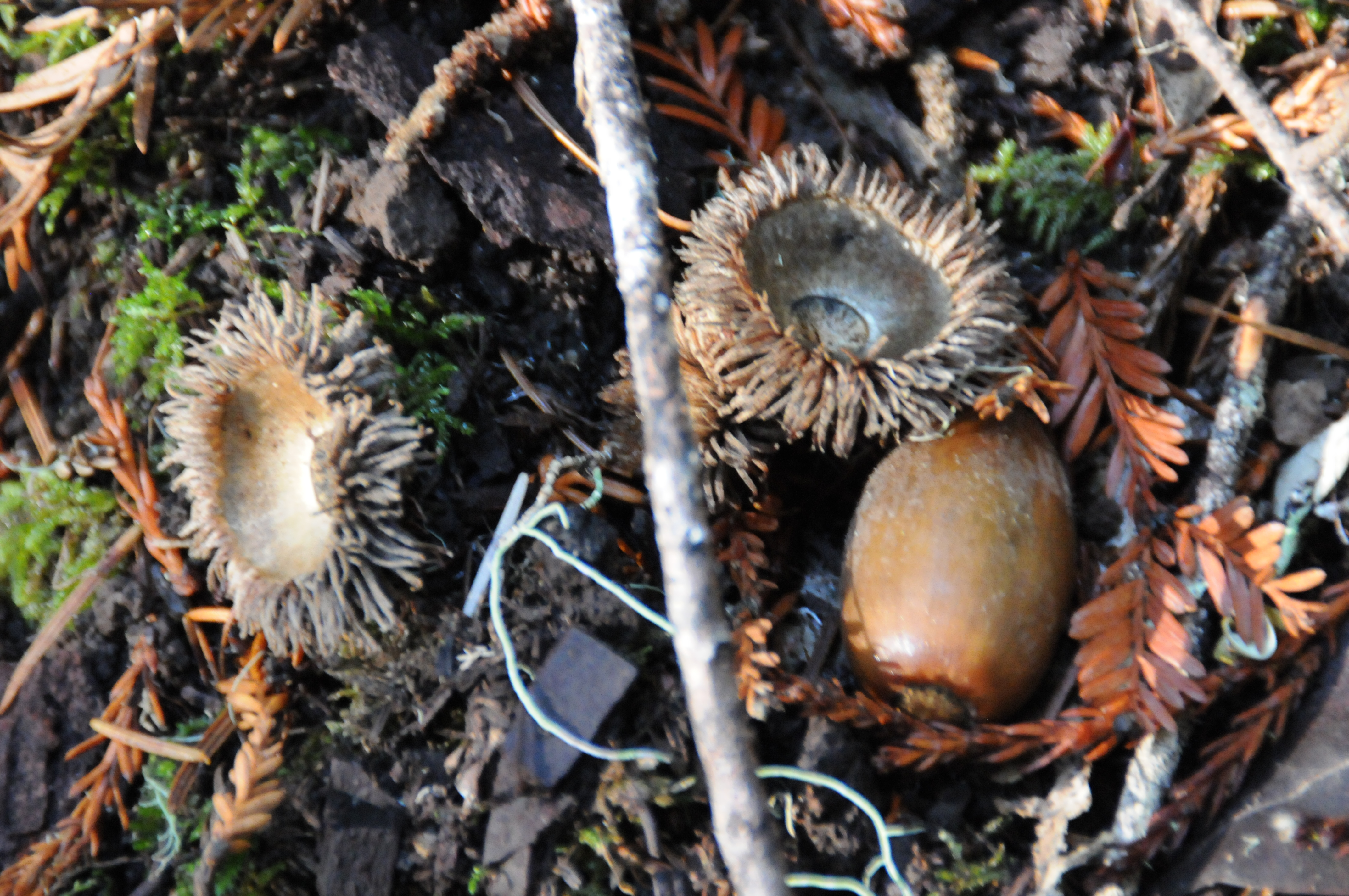
Plod a číška

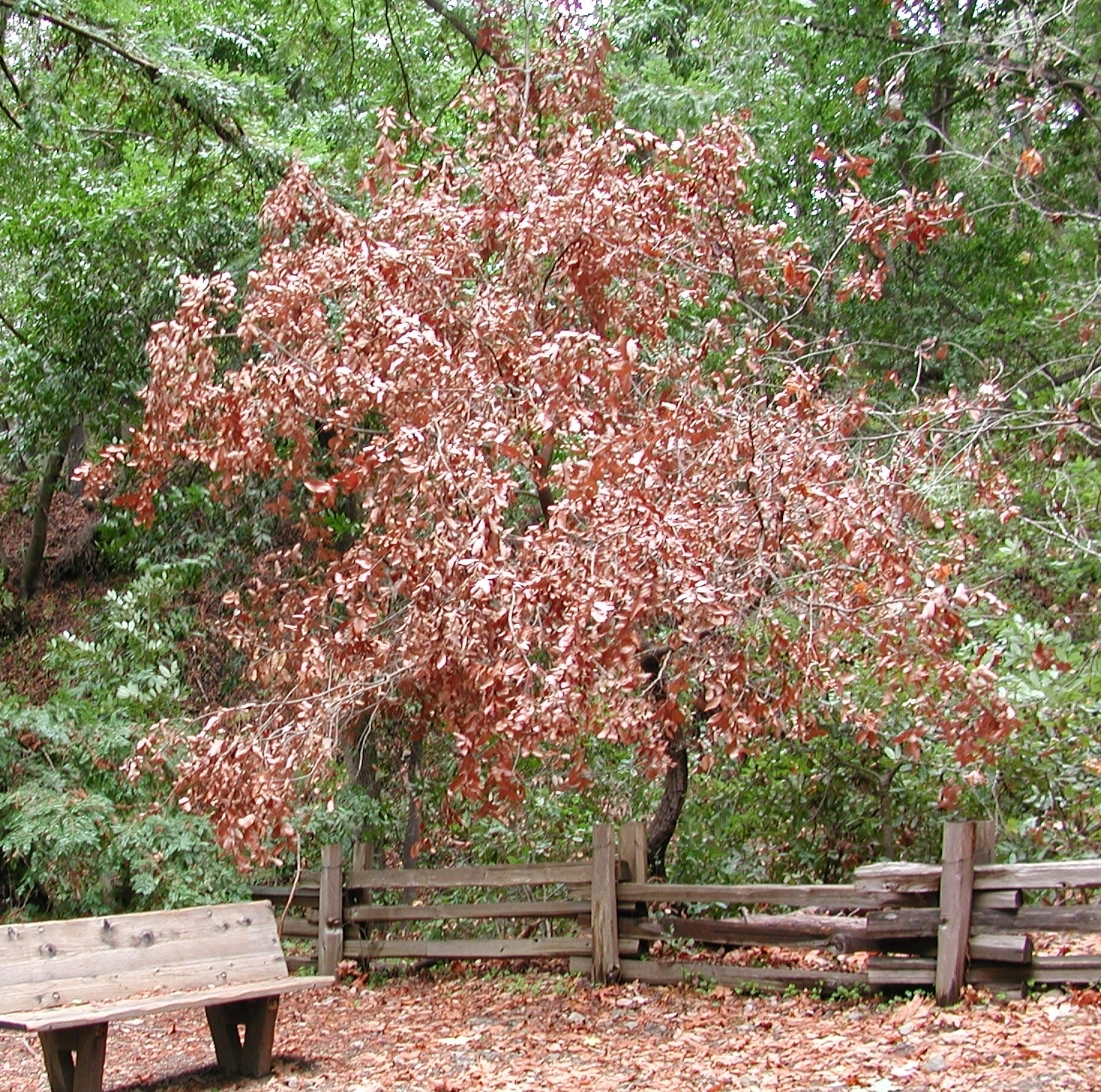
Strom napadený plísní Phytophthora ramorum

Notholithocarpus densiflorus, je středně velký, stálezelený, jednodomý, listnatý strom nebo keř z čeledi bukovitých, který byl v minulosti uváděn pod vědeckým jménem Lithocarpus densiflorus. Ve své severoamerické domovině je znám pod jménem "tanoak".
Druh je popisován jako přechodný typ mezi rody kaštanovník (Castanea) a dub (Quercus), květy má zhruba podobné kaštanovníku a plody dubu. V minulosti byl řazen do rozličných rodů (např. kaštanovník, kaštanovec, dub) a naposled do širokého rodu Lithocarpus, jehož zbylých asi 120 druhů roste v jihovýchodní Asii. Pro vědeckém prozkoumání příbuzenských vztahů byl přeřazen do nového, pro něj v roce 2009 vytvořeného monotypického rodu Notholithocarpus.
Jsou rozeznávané dvě jeho variety:
- Notholithocarpus densiflorus var. 'densiflorus', má tvar stromu, je mnohem častější a vyskytuje se na celém území areálu,
- Notholithocarpus densiflorus var. 'echinoides' (R. Br.) Abrams, má habitus keře a vyskytuje se řidčeji, obvykle jen v severních oblastech areálu.[2][3]

## Výskyt
Notholithocarpus densiflorus je endemická dřevina pocházející z hor Oregonu a Kalifornie na západě Spojených států. Území jeho výskytu je v jihozápadním Oregonu ohraničeno ze severu přibližně oblastmi okolo řeky Coquill a města Roseburg, odkud pokračuje jižním směrem do Kalifornie. Tam Notholithocarpus densiflorus roste jak v pobřežním tichomořském hornatém pásu, tak i ve vnitrozemském pohoří Sierra Nevada. Obvykle je uváděno jeho rozšíření v rozsahu od 34°35' po 43°42' severní zeměpisné šířky.

## Ekologie
Strom bývá součástí stálezelených smíšených lesů rozkládajících se v pásmu od mořského pobřeží až po nadmořskou výšku okolo 2200 m. Dobře roste na nejrůznějších půdách vzniklých sedimentací nebo přetvořením, ať jsou hluboké či mělké a třeba i méně vhodných pro stromy. Běžné půdní struktury ve kterých se vyskytuje mívají barvu šedavě hnědou, světle načervenalou až hnědou a jsou mírně až silně kyselé, bývají štěrkovité, písčité, jemné písčité, jílovité, hlinité nebo směsí toho všeho v rozličném poměru.
Vyskytuje se v místech klasifikovaných jako silně vlhká, kde bývá roční srážkový průměr od 1000 do 2500 mm. Množství spadlé vody bývá v průběhu roku nestejnoměrné, nejmenší je v čase od června do září (asi 5 %) a největší od listopadu do února (asi 70 %). V pobřežním pásmu je běžný na vlhčích, západních svazích a ve vnitrozemí, kde je klima méně vlhké, roste v údolích, zátokách, roklích, podél potoků a na severních svazích. Růstová sezóna trvá průměrně jen 150 až 160 dnů, nejtepleji bývá v červenci, kde se průměrné denní teploty pohybují od 16 do 23 °C. V závislosti na nadmořské výšce tam začíná bezmrazé období od počátku března do konce dubna a od poloviny října do půlky listopadu se mrazy znovu objevují. Květy pod vlivem počasí ovlivňovaného nadmořskou výškou obvykle rozkvétají od června do srpna, stromy v nižších výškách a blíže k pobřeží kvetou dřív. Plody dozrávají a padají mezi 15. zářím a 15. listopadem, nejdříve vždy spadnou červivé.
Jen vzácně vytváří čisté, jednodruhové porosty, obvykle roste společně s listnáči planika Menziesova, okoličnatka kalifornská, Chrysolepis chrysophylla, Quercus chrysolepis, Quercus kelloggii a s jehličnany douglaska tisolistá, jedle ojíněná, smrk sitka, borovice Lambertova, borovice těžká, jedlovec západní a Torreya californica. Z drobnějších dřevin v jeho podrostu často vyrůstají meruzalka krvavá, ostružiník nutkajský, zimozelen okoličnatý, libavka shalon, pěnišník velkolistý, líska rohatá, mahónie žilnatá, Ceanothus thyrsiflorus, Morella californica, Toxicodendron diversilobum a Vaccinium ovatum. Z bylin to jsou pcháč obecný, Senecio minimus, Whipplea modesta, z travin sveřep měkký, sveřep kýlnatý, kostřava kalifornská, různé ostřice a kapradiny, např. hasivka orličí a Polystichum munitum.

## Popis
Notholithocarpus densiflorus je jednodomá, pomalu rostoucí dřevina, která ve formě stromu dorůstá obvykle do výše okolo 20 m, jen zcela ojediněle bývá i dvakrát vyšší a průměr kmene mívá 60, výjimečně až 180 cm. Keřovitá varieta bývá vysoká okolo 3 m. V hustém porostu jehličnatých stromů vyrůstají stromy do větší výšky, kmen mají poměrně úzký a vysoký, větve jim rostou šikmo vzhůru a korunu mají poměrně úzkou. Na otevřeném prostranství bývá kmen kratší a hrubší, volně rozvětvené větve mívají horizontální směr a koruna je zaoblená. Kůra stromu je šedohnědá, obvykle je tlustá 3 až 8 cm, příležitostně i přes 10 cm. Nejmohutnější známý strom roste v Oregonu, je vysoký 44 m a má obvod kmene 7 m.
Listy jsou tlusté, tvrdé, kožovité, dlouhé 3 až 14 cm a vytrvávají na větvích po dobu tři až čtyř let. V prvém roce jsou hustě pokryté trichomy, zatímco starší jsou lysé a na svrchní straně mají silný voskovitý povlak. Žlutavé květy jsou samčí nebo samičí, přisedlé samčí jsou ve velkém počtu hustě nahloučené na 5 až 10 cm dlouhých klasnatých květenstvích vyrůstajících z úžlabí listů. Samičí květy jsou také přisedlé a rostou v úžlabí listů jednotlivě, někdy současně se samčími. Oboje květy se zakládají na nových výhoncích. Hojné samčí květy mají zelený kalich, bílé tyčinky a žluté prašníky. Pyl ze samčích květů je na samičí přenášen větrem.
Plod je podlouhlý oříšek s tvrdým oplodím v číšce se šídlovitými, odstálými šupinami. Oříšek podobný žaludu bývá dlouhý 1,5 až 3,5 cm, je žlutohnědý a dozrává až ve druhém roce po opylení. Plody se vyskytují jednotlivě, po dvou nebo po třech, ale někdy je jich dohromady seskupeno i více.

## Pohlavní rozmnožování
Stromy plodí pravidelně téměř každý rok, velký strom vyprodukuje ročně asi 5000 oříšků, z toho hmyz (hlavně nosatci) jich během dorůstání zničí asi 50 %. Dozrávající plody konzumuje několik druhů ptáků a mnozí savci (hlodavci, jeleni, mývali i medvědi); kozy, prasata i skot zase požírají mladé semenáče.
Plody jsou poměrně těžké a většina jich po opadu zůstane pod stromy nebo se odrazí jen do vzdálenosti několika metrů či se skutálí po svahu nepříliš daleko, proto se stromy samovolně jen stěží rozšíří do větších vzdáleností. Proto se pod velkými stromy na jaře objevuje spousta nových semenáčů, které často spasou býložravci. Část semen je drobnými hlodavci roznesena po okolí, kde bývá jako zimní zásoba ukryta a následně zapomenuta. Plody které zůstanou na povrchu obvykle uschnou a hluboko zahrabané zase nevyklíčí.
Semena jsou bez dormance a klíčí hypogeicky, ze semene roste směrem dolů kořínek a směrem vzhůru roste epikotyl na jehož vrcholu nad půdou vyrostou prvé pravé listy. Při pěstování ve školce se semena vysazují ještě na podzim nebo se do jara stratifikují při teplotě těsně nad bodem mrazu. Z jara ve vlhkém prostředí vyklíčí zhruba za tři týdny, při ideálních podmínkách dosahuje klíčivost až 80 %, dobře klíčí i ve stínu. Prvé plody lze očekávat již v pěti létech, maximální produkce nastává ve věku 30 až 40 let.

## Vegetativní rozmnožování
Notholithocarpus densiflorus se také množí vegetativně, z jeho podzemní bazální části může vyrůst několik výhonů, nových kmínků. Děje se to samovolně například po poranění kůry kmene, při poškození ohněm nebo po skácení stromu. Dokonce nové výhony občas raší u paty zcela zdravých stromů, vyvíjejí se z kuželovitých spících pupenů ležících pod kůrou u báze stromu. Množství těchto pupenů se pohybuje od několika kusů až do tisíců, liší se i počet vyrašených výhonů, bylo zaznamenáno, že z jednoho pařezu pokáceného mohutného stromu jich vyrostlo 1400. Jediným způsobem jak zabránit jejich růstu je odstranění kůry pod úrovni terénu.
Počet vyrašených výhonů se v dalších létech drasticky snižuje, živiny proudí jen do nejsilnějších, ostatní usychají. Po těžbě dřeva nebo požáru obvykle Notholithocarpus densiflorus s množstvím takto rychle vyrostlých kmínků ovládne vzniklý volný prostor a je nepříjemnou konkurenci pro později vyrůstající semenáče jiných druhů stromů. Na takovém místě za desetiletí často vzniká jen těžce průchodné houští tvořeno jediným druhem dřeviny.
Nadměrné výhonky někdy bývají v mládí likvidovány herbicidy aplikovanými na pahýly ustřižených kmínku nebo jejich listy. Stromy tohoto druhu se běžně nevysazují na zalesnění nových ploch, sázejí se jen ojediněle pro doplnění stávajících porostů.

## Ohrožení
Průměrný věk v nekácených porostech je asi 180 roků s tím, že typický věk dospělých stromů se pohybuje v rozmezí od 80 do 300 let. Maximální doložené stáří je okolo 400 roků.
Hlavním nepřítelem jednotlivých stromů jsou požáry, které často dospělé stromy i přes hrubou kůru zcela nebo částečně poškodí. Než se stromu rány po ohni zacelí vniknou do nich často dřevokazné houby, rány se již nezahojí a kmen postupně trouchniví. Na některých místech jsou kořeny stromů tohoto druhu napadány plísní Phytophthora ramorum, která zapříčiní uschnutí listů a postupně celého stromu. Vzrostlé stromy jsou jen málo napadány hmyzem, ani jeho listy nejsou spásány lesními zvířaty nebo dobytkem.

## Využití
Notholithocarpus densiflorus není komerčně důležitou dřevinou. Jeho dřevo je tvrdé, jemně zrnité, ale křehké. Hlavní využití je na palivové dříví a k výrobě buničiny. Z kůry stahované ze stojících stromu se získával tanin (obsahuje ho asi 30 %), který je vhodný pro zpracování kůží a barvení.
Plody jsou cenným zdrojem potravy pro mnoho druhů volně žijících živočichů. V minulosti byly také vylupovány, sušeny, drceny a vařila se z nich kaše a pekl chléb.